# Steve McKenna
Steven McKenna, detto Steve (Toronto, 21 agosto 1973), è un allenatore di hockey su ghiaccio, dirigente sportivo ed ex hockeista su ghiaccio canadese.

## Carriera

### Giocatore
Giocatore molto alto (oltre 2 metri, secondo più alto giocatore di sempre a calcare il ghiaccio della NHL, superato dal solo Zdeno Chára), e di peso (oltre 120 kg), nella sua lunga carriera ha militato in squadre di quattro continenti: nordamericane, europee, australiane ed asiatiche.
Vanta 376 presenze in NHL (373 in stagione regolare e 3 ai play-off) con le maglie di Los Angeles Kings (1996-2000), con cui ha disputato gli unici play-off in carriera, Minnesota Wild (2000-2001), che lo scelsero in occasione del NHL Expansion Draft 2000, Pittsburgh Penguins (2001 e 2002-2004) e New York Rangers (2001-2002). Nelle minors ha militato nelle file dei Phoenix Roadrunners in IHL (1996-1997), dei Fredericton Canadiens in AHL (1997-1998) e degli Hartford Wolf Pack sempre in AHL (2001-2002).
Nel 2004-2005, anno del lockout, lasciò i campionati nordamericani: dapprima approdò ai Nottingham Panthers nella britannica Elite Ice Hockey League, poi nel maggio del 2005 nel Campionato australiano con gli Adelaide Avalanche.
Nel successivo mese di settembre tornò in Europa, questa volta nella Serie A, con la maglia dell'Alleghe HC, dove aiutò la squadra a raggiungere i play-off.
Per le successive tre stagioni giocò in Asia League Ice Hockey due con i sudcoreani Kangwon Land (divenuti poi High1), ed una con i China Sharks.
Ha chiuso la carriera da giocatore nella stagione 2009-2010, quando raccolse 10 presenze con la maglia dei russi del CSK VVS Samara nella Vysšaja Liga.

### Allenatore e dirigente
Mentre ancora giocava in Asia League Ice Hockey cominciò ad allenare la nazionale dell'Australia, che guiderà per tre stagioni, dal 2006 al 2009, e con la squadra conquistò anche una promozione dalla seconda alla prima divisione dei campionati mondiali.
Nella stagione 2008-2009 fu allenatore-giocatore dei China Sharks.
Durante l'estate del 2008, nel corso di un ritiro in Canada con la nazionale australiana, conobbe Mike Kelly, allenatore e general manager dell'Alleghe HC. Nel successivo mese di dicembre, McKenna dapprima affiancò, poi subentrò nel ruolo di primo allenatore a Kelly, che poté così concentrarsi sul ruolo di general manager. Rimase sulla panca delle civette per tre stagioni (2009-2010, 2010-2011 e 2012, per divenirne il general manager per la stagione 2012-2013. Già nel mese di dicembre del 2012 McKenna rassegnò le dimissioni per motivi personali, tornando in Canada, dove andò a ricoprire in via esclusiva lo stesso ruolo ai Bay Area Seals in Western States Hockey League, dove già operava dal precedente mese di agosto.